# Zahra Ouaziz
Zahra Ouaziz (Marruecos, 20 de diciembre de 1969) es una atleta marroquí, especializada en la prueba de 5000 m, en la que llegó a ser subcampeona mundial en 1999.

## Carrera deportiva
En el Mundial de Gotemburgo 1995 ganó el bronce en 5000 metros, tras la irlandesa Sonia O'Sullivan y la portuguesa Fernanda Ribeiro.
Cuatro años más tarde, en el Mundial de Sevilla 1999 ganó la medalla de plata en la misma prueba, con un tiempo de 14:43.15 segundos, tras la rumana Gabriela Szabo y por delante de la etíope Ayelech Worku.